# Бархад Абді
Бархад Абді (сом. Barkhad Cabdi, араб. برخد عبدي; нар. 10 квітня 1985, Могадішо, Сомалі) — сомалійсько-американський кіноактор.

## Життєпис
У 2013 році дебютував як актор у фільмі «Капітан Філліпс», за що був номінований на премії «Оскар» та «Золотий глобус» за найкращу чоловічу роль другого плану.

## Фільмографія

### Фільми
| Рік  |   | Українська назва             | Оригінальна назва                      | Роль                   |
| ---- | - | ---------------------------- | -------------------------------------- | ---------------------- |
| 2013 | ф | Капітан Філліпс              | Captain Phillips                       | Абдувалі Мусе          |
| 2015 | ф | Око в небі                   | Eye in the Sky                         | Джама Фарах            |
| 2016 | ф | Брати з Ґрімзбі              | Grimsby                                | Табансі Ньягура        |
| 2017 | ф | Вимагання                    | Extortion                              | Мігель Каба            |
| 2017 | ф | Гарні часи                   | Good Time                              | Деш, охоронець в парку |
| 2017 | ф | Той, хто біжить по лезу 2049 | Blade Runner 2049                      | Док Беджер             |
| 2017 | ф | Пірати Сомалі                | The Pirates of Somalia                 | Абді                   |
| 2018 | ф | Неймовірні пригоди Факіра    | The Extraordinary Journey of the Fakir | Вірай                  |
| 2019 | ф | Дівчина з Могадішо           | A Girl from Mogadishu                  | Хасан                  |
| 2020 | ф |                              | Beneath a Sea of Light                 | Кейсі                  |
| 2022 | ф |                              | Tyson's Run                            | Аклілу                 |
| 2022 | ф |                              | Agent Game                             | Омар                   |

### Телебачення
| Рік       |    | Українська назва                      | Оригінальна назва         | Роль                                  |
| --------- | -- | ------------------------------------- | ------------------------- | ------------------------------------- |
| 2015      | с  | Гаваї 5.0                             | Hawaii Five-0             | Роко Маконі (Епізод: "E 'Imi pono")   |
| 2016      | мс | Сім'янин                              | Family Guy                | Абдувалі (Епізод: "Road to India")    |
| 2019      | с  | Касл-Рок                              | Castle Rock               | Абді Омар (10 серій)                  |
| 2021—2022 | с  | Той, хто біжить по лезу: Чорний лотос | Blade Runner: Black Lotus | Док Беджер (6 епізодів)               |
| 2022      | с  | Маленька Америка                      | Little America            | Мохаммед (Епізод: "Camel on a Stick") |
| 2023      | с  | Прокляття                             | The Curse                 | Абшир (6 епізодів)                    |